# Ivalia korakundah
Ivalia korakundah es una especie de insecto coleóptero de la familia Chrysomelidae. Fue descrita en 2006 por Prathapan, Konstantinov & Duckett in Duckett, Prathapan & Konstantinov.